# Oedenrade
Oedenrade was een kasteel in het Nederlandse dorp Vlodrop, provincie Limburg. Van het kasteel zijn geen zichtbare restanten bewaard gebleven.

## Naam
De naam Oedenrade (‘Oerrade’) verwijst mogelijk naar de ontginning van ijzeroer. Het woord ‘rade’ betekent namelijk ontginning.

## Geschiedenis
De familie Van Oedenrade was al in de 13e eeuw actief in de omgeving. Ridder Henricus de Oderode werd in 1265 genoemd, Reynerus van Oderode in 1295. Reynerus was, net als het geslacht Van Vlodrop, afkomstig uit de familie Van Karken.
In 1326 werd Oedenrade vermeld als een Gelders leen. Uit de vermelding wordt niet duidelijk of er toen ook al sprake was van een versterkt huis. Bij de belening van 1402 aan Steven van Oerraido werd gesproken van een ‘hoff to Oerrade’, dus toen was er in ieder geval een boerderij aanwezig. Waarschijnlijk was er ook al een kasteel, uitgaande van Stevens omvangrijke bezittingen. Ook zijn achternaam, die verwijst naar zijn stamgoed Oedenrade, is een aanwijzing.

### Isendoorn à Blois
In 1513 had de familie Van Oedenrade het goed niet meer in bezit. In dat jaar werd Henrich van Hertevelt met Oedenrade beleend. De bezittingen raakten versnipperd en in de tweede helft van de 16e eeuw kreeg het echtpaar Egidius van Wansell en Elisabeth van Agris het huis in eigendom. De nazaten van deze familie verkochten wegens schulden het kasteel Oedenrade in 1640 aan Philibert van Isendoorn à Blois, echtgenoot van Adelheid van Agris. De rijke Philibert liet in de jaren 60 het kasteel verbouwen tot een landhuis.
In 1672 vielen Franse troepen de Republiek binnen en dit bracht grote financiële schade toe aan de familie Van Isendoorn à Blois. Hierdoor konden ze het kasteel Oedenrade onvoldoende onderhouden. Philiberts kleindochter Magdalena Adelheid had Oedenrade nagelaten aan haar tweede echtgenoot Herman Conrad de Meding, die in 1729 door financiële problemen genoodzaakt was het kasteel te verkopen.

### Sloop
De koper was Johannes Matthias von Hinsberg, maar hij deed het huis al snel over aan Willem Adriaan de Freneau. Zijn nazaten verkochten eind 18e eeuw Oedenrade aan Johan Gerard Missing. Het kasteel zelf was inmiddels dermate vervallen geraakt dat het rond 1800 moest worden afgebroken. De bijbehorende boerderij Prinsemarie bleef behouden, totdat deze in 1978 moest wijken voor woningbouw.

## Beschrijving
Ondanks dat Oedenrade in de 15e eeuw als ‘hof’ werd aangeduid, zal het al vanaf het begin meer zijn geweest dan alleen een hoeve. Waarschijnlijk is het versterkte huis zelfs al in de 13e eeuw gebouwd.
In de 16e eeuw werd er melding gemaakt van de aanwezigheid van een huis en een hof. Bekend is dat het huis was omgeven door een slotgracht en wallen, met aan de oostzijde een voorhof met een boerderij.
In de jaren 60 van de 17e eeuw werd Oedenrade tot landhuis verbouwd. Op een kaart van Tranchot uit 1806 is een u-vormig huis zichtbaar, met op het achtererf een langgerekt gebouw. Wegens bouwvalligheid is het huis rond 1800 afgebroken. De boerderij Prinsemarie volgde in 1978.
Aerwinkel · Kasteel Afferden · Aldt Huys · Aldenborgh · Kasteel Aldenghoor · Aldenhoven · Alte Burg · Kasteel Amstenrade · Slot Annendael · Kasteel Arcen · Baersdonck · Bakvliet · Baronsberg · Baxhof · Beegden ·  Benzenrade · Kasteel De Berckt · Kasteel Bethlehem · Beusdaelshof · Binsfeld · Huis Blankenberg · Kasteel Bleijenbeek · Blitterswijck · Boerlo · Bolberg · Bollenberg · Kasteel De Bongard · Borggraaf · Kasteel d'Erp · Kasteel Borggraaf · Kasteel Borgharen · Kasteel Born · Huis Bree · Breust · Kasteel Broekhuizen · Broekhuizen · Gracht Burggraaf · Kasteel De Burght · Kasteel Cartils · Cloppenburg (Oost-Maarland) · Kasteel Cortenbach · Huis De Dael · Dammerscheid · Kasteel De Bockenhof · De Donck (Sevenum) · De Donck (Swolgen) · De Dorth ·  Huis ten Dijcken · Kasteel Doenrade · De Doom · Douve · Douvenrade · De Dries · Kasteel Erenstein · Kasteel Eijsden · Eijsden · Einrade · Kasteel Elsloo · Ensenbroek · Eperhuis · Etzenraderhuuske · Exaten · Kasteel Eijckholt · Kasteel Eyckholt · Eys · Gastendonck · Kasteel Genbroek · Gebroken Slot · Kasteel Geijsteren · Kasteel Op Genhoes · Kasteel Genhoes · Genneperhuis · Kasteel Het Geudje · Kasteel Geulle · Kasteel Geusselt · Geijsteren · Gen Heck · Ghoor · Kasteel Goedenraad · Kasteel Grasbroek · Kasteel Groenendaal · Groethof · Groot Paarlo · Kasteel van Gronsveld · De Gun ·Kasteel Haeren · Kasteel Den Halder · Heerlaer · Heeze · Heijen · 's-Herenanstel · Kasteel Hillenraad · Kasteel Hoensbroek · Hoenshuis · Holstrate · Holtmühle · Huize Holtum · Kasteel Horn · De Horst · Huys ter Horst · Ten Hove (Grathem) · Ten Hove (Panningen) · Huis Brias · Huis Darth ·  Kasteel Hurpesch · Kasteel Sint-Jansgeleen · Kasteel Jerusalem · Kasteel Kaldenbroek · Den Kamp · Kasteel Karsveld · Kasteel Keverberg · Klein Paarlo · Klimmender Huuske · De Kolck · Koppelberg · Laar · Landsfort · Kasteel Lemiers · Kasteelruïne Lichtenberg · Kasteel Limbricht · Lonesteyn · Huize Lovendael · Mazenburg · Kasteel van Meerlo · Kasteel Meerssenhoven · Meezenbroek · Kasteel van Mheer · Middelaar · Kasteel Millen · Kasteel Montfort · Movert · Mulrode · De Munt · Château Neercanne · Kasteel Neubourg · Nienghoor · Huis Nierhoven · Kasteel Nieuwenbroeck · Nije Huys · Kasteel Nijenborgh · Kasteel Nijswiller · Nijthuysen · Kasteel Obbicht · Oedenrade · Kasteel Ooijen · Kasteel Oost (Valkenburg) · Kasteel Oost (Oost-Maarland) · Kasteel Ouborg · Overen · Kasteel Passarts-Nieuwenhagen · Prickenis · Prinsenhof · Puth · De Putting · Raath · De Raay · Ravenhof · Kasteel Reijmersbeek · Kasteel van Rijckholt · Kasteel Rivieren · Rodenbroek · Rosendaal · Kasteel Schaesberg · Kasteel Schaloen · Te Scharen · Schenkenburg · Kasteel Scheres · De Spijker (Geijsteren) · De Spijker (Leeuwen) · Huis Severen · Sibberhuuske · Château St. Gerlach · Spraland · Huis De Spyker · Huize Stalberg · Stalberg (Wellerlooi) · De Steeg · Kasteel Stein · Steinhagen · Steenen Huis · Stoel van Swentibold · Strijthagen (Landgraaf) · Strijthagen (Welten) · Struyver · Kasteel Terborgh · Terlinden (Wijnandsrade) · Terveurdt · Ter Weyer · Kasteel Ter Worm · De Tombe · Huis De Torentjes · Triest · Trippaert · Kasteel Vaalsbroek · Kasteel Vaeshartelt · Valkenburg · Vliek · De Vroenhof · Vrijburg · Kasteel Wambach · Warenberg · Well · Weyershof ·  Wijlre · Kasteel Wijnandsrade · Wijnandsrade · Wijnantshof · Wissegracht · Huize Witham · Kasteel Wittem · Wolfrath · Wylre